# Гигер, Ханс Руди

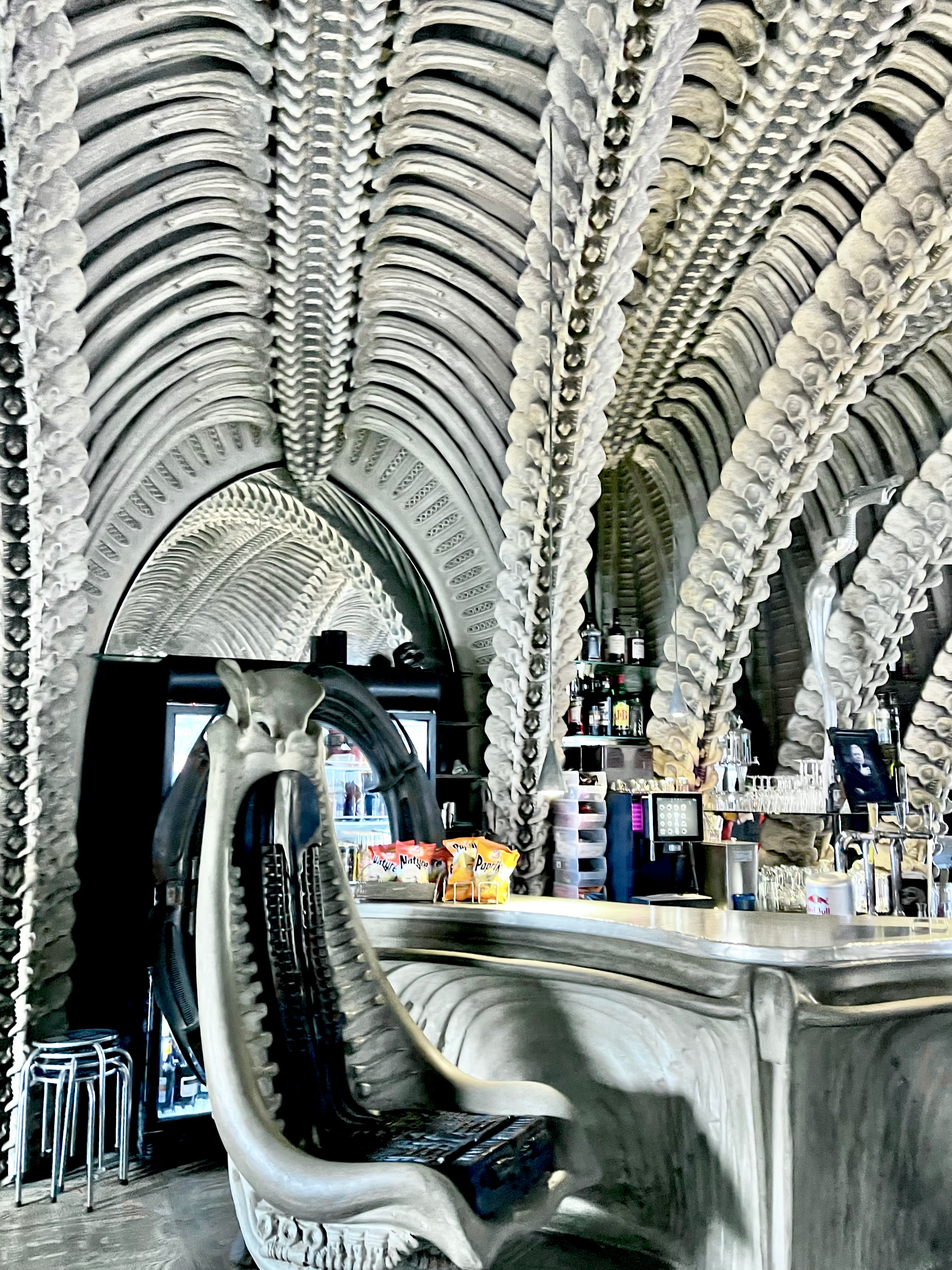
Гигер Бар в Швейцарии

Ханс Ру́дольф «Руди» Ги́гер (нем. Hans Rudolf «Rüdi» Giger; 5 февраля 1940, Кур Граубюнден, Швейцария — 12 мая 2014, Цюрих, Швейцария) — швейцарский художник, представитель фантастического реализма, наиболее известный своей дизайнерской работой для фильма «Чужой».

## Биография
Родился в швейцарском городе Кур (кантон Граубюнден, Швейцария) в семье аптекаря.
Катализатором развития воображения и без того увлечённого всем тёмным и таинственным ребёнка, послужил подаренный в шестилетнем возрасте отцом настоящий человеческий череп, который тому прислали из швейцарской фармацевтической компании Ciba-Geigy с которой Гигер старший сотрудничал будучи известным фармацевтом и президентом Ассоциации аптекарей.

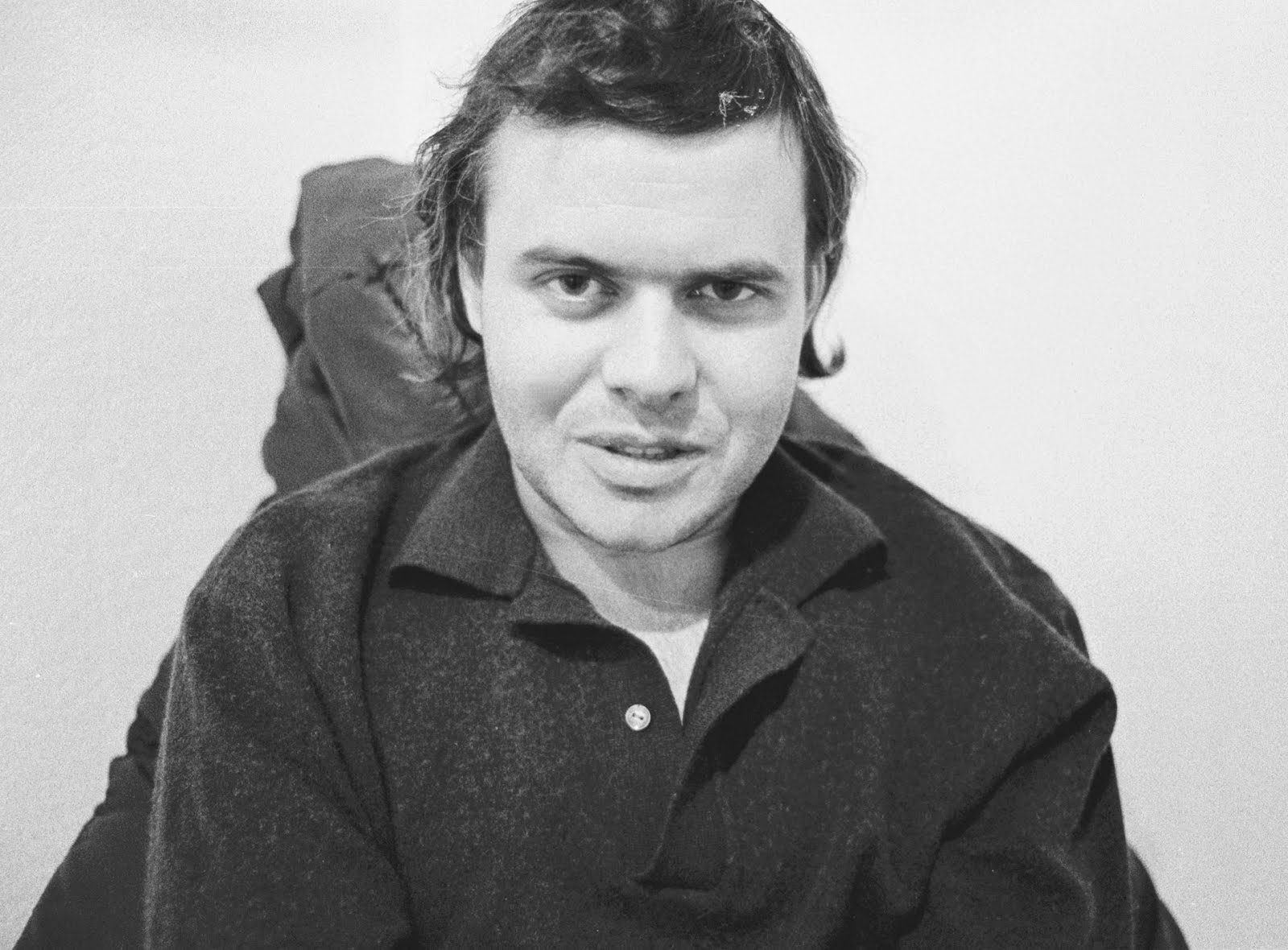
Гигер в 1985 году

Впервые рисунки Гигера (цикл «Atomkinder» — «Атомные дети») публиковались с 1959 году в журнале, издававшемся в школе Кура, а также в подпольных изданиях типа «Clou» и «Hotcha».
Первые плакаты начинают публиковаться уже в 1969 году, в это же время открываются его первые персональные выставки.
Истинная слава пришла к нему в 1977 с выходом третьей книги «Некрономикон». Особенно этот сборник рисунков привлек внимание английского режиссёра Ридли Скотта. Тот пригласил Гигера для работы над концептом существ, художественным дизайном своего фильма «Чужой» и создания образа ксеноморфа. Впоследствии работа над этим фильмом принесла художнику «Оскар» в 1980 году за «Лучшие визуальные эффекты». Рисунки его «монстра» послужили эскизами и для последующих 3 фильмов, и для дилогии «Чужой против Хищника», хотя в этих фильмах образ и сама сущность пришельца с кислотной кровью была кардинально изменена.
Уникальное художественное качество картинам Гигера придаёт аэрограф — приспособление, которое распыляет краску. Гигер доказал, что живопись может создаваться и при помощи механизма. Собственно, в этом есть и свой подтекст, особенно если учесть, что основной тематикой его картин являются созданные им же биомеханизмы, которые соединяют в себе плоть и металл. О творчестве Гигера писал его друг, Тимоти Лири:

Они (картины) недвусмысленно сообщают, откуда мы пришли и куда уйдём. Они обращаются к нашим глубинным, биологическим воспоминаниям. Это наши фотоснимки — за восемь месяцев до рождения. Влагалищные пейзажи. Внутриматочные открытки. И дальше — в глубины ядра человеческой клетки. Хотите взглянуть на свой генетический код? Готовы увидеть, как гены вырабатывают белок, клонируя собственные ткани? Просто переверните страницу. <…> Наши города похожи на гигантские муравейники, населённые колониями насекомых, безликих и уродливых. И это — мы.

В 1998 году Гигер приобрёл шато Сен-Жермен в Грюйере, Швейцария, и теперь этот дом является действующим музеем Х. Р. Гигера и постоянным хранилищем его работ; также маэстро предоставляет экспозиционную площадь музея для выставок других художников, принадлежащих к направлению фантастического реализма.
Последние годы жил и работал в Цюрихе.
Скончался 12 мая 2014 года в больнице от травм, полученных при падении с лестницы.

## Стиль

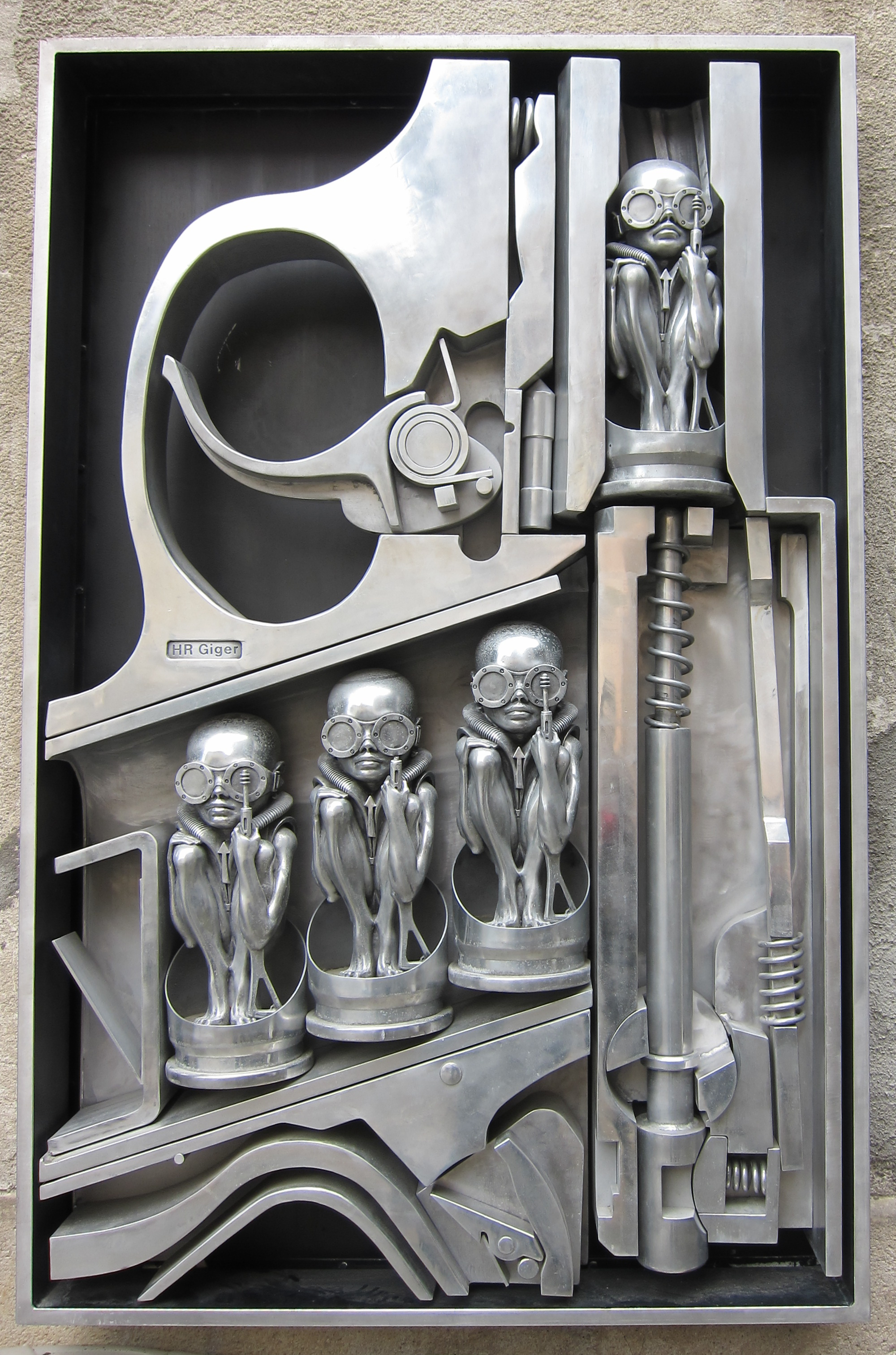
«Машина рождения», скульптура Гигера, Грюйер, Швейцария

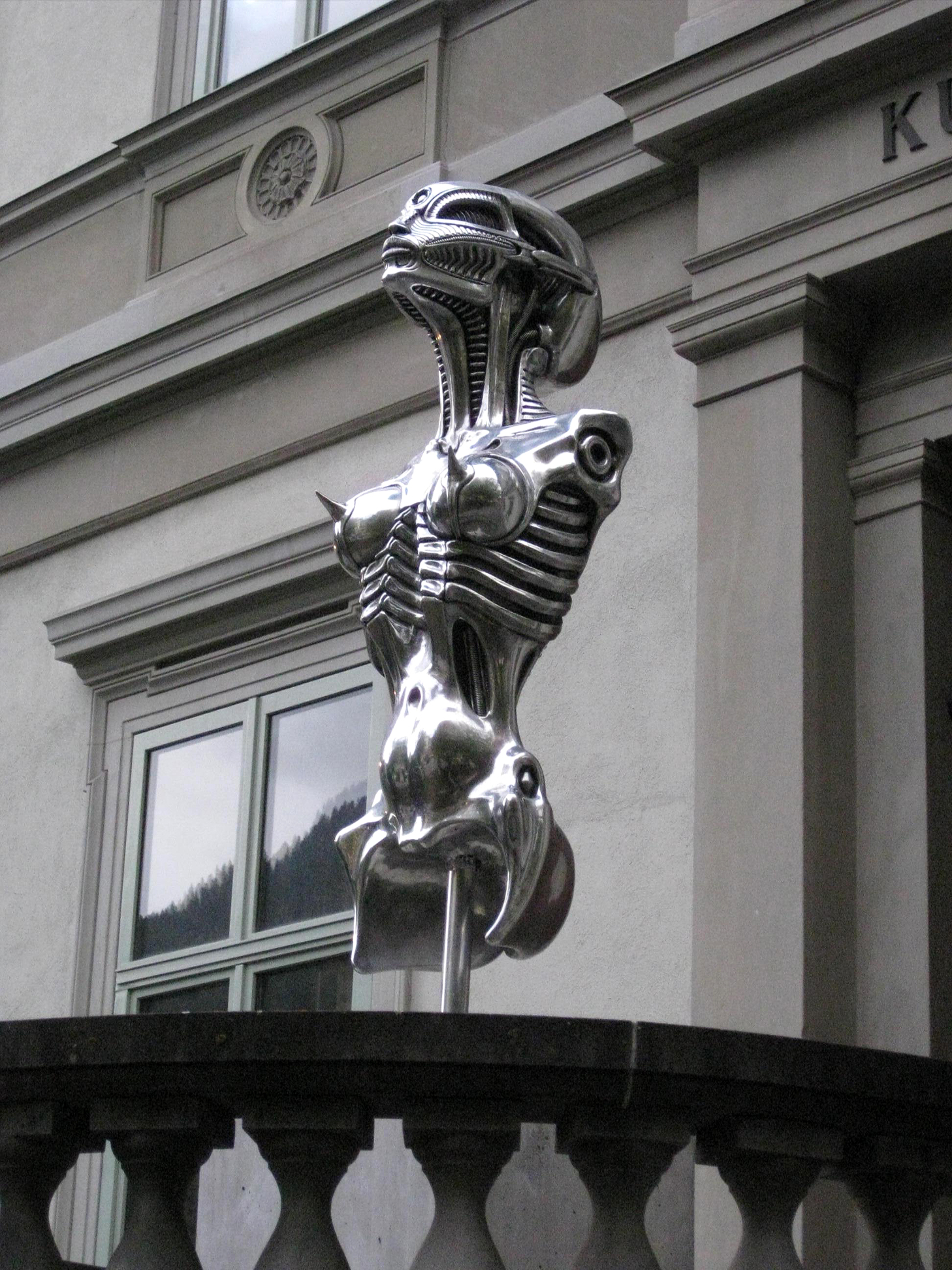
«Женский торс», скульптура Гигера на выставке 2009 года, Швейцария

Работы Гигера выполнены в жанре фантастического реализма. Также его стиль многие художники называют некро-готикой, биомеханикой, а подстили — эротомеханикой и др. По мнению Вальтера Шуриана, «творения […] Гигера стали олицетворением демонической стороны фантастического искусства».

### Сотрудничество с музыкантами

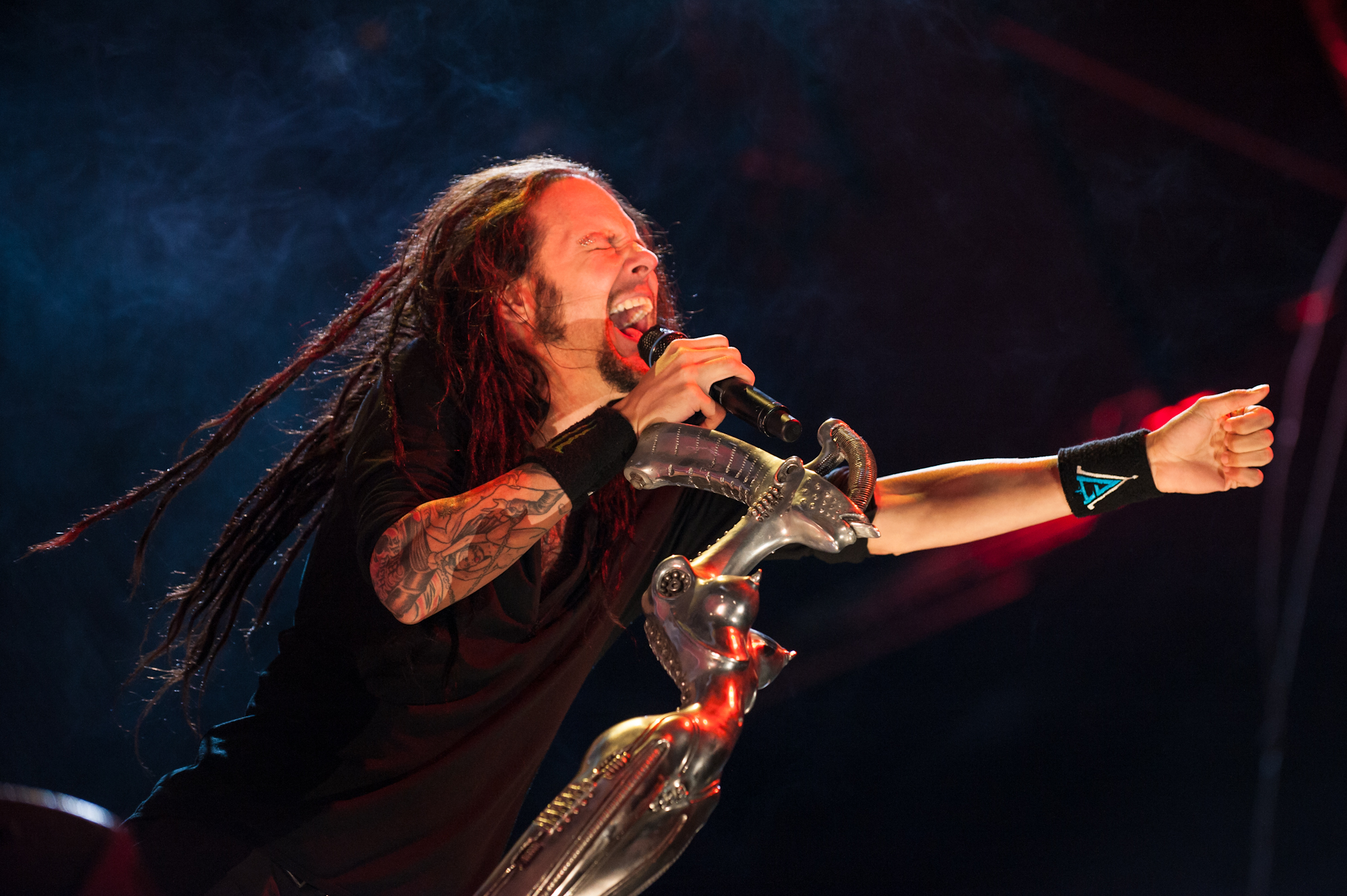
Микрофонная стойка Джонатана Дэвиса, созданная Гигером

Спроектировал и тщательно проработал микрофонную стойку для концертных выступлений и съёмок в клипах вокалиста группы Korn — Джонатана Дэвиса. В контракте было оговорено создание пяти стоек. В итоге Гигер создал три, две из которых купил Джонатан Дэвис.
Оформил обложки таких музыкальных групп и исполнителей, как:
- Shiver — Walpurgis (1969)
- Emerson, Lake & Palmer — Brain Salad Surgery (1973)
- Floh de Cologne — Mumien — Kantate für Rockband (1974)
- Island — Pictures (1977)
- Magma — Attahk (1978)
- Дебора Харри — Koo Koo (1981)
- Celtic Frost — To Mega Therion (1985)
- Стивен Стивенс — Atomic Playboys (1989)
- Mekong Delta — The Principle of Doubt (1989)
- Atrocity — Hallucinations (1990)
- Sacrosanct — Recesses for the Depraved (1991)
- Assorted Heap — Mindwaves (1992)
- Monev — Genital Psychopatological Orgy (1992)
- Archaic Torse — Sneak Attack (1992)
- Danzig — Danzig III: How the Gods Kill (1992), Dirty Black Summer (1992, сингл)
- Demigore — Imortification;
- Carcass — Heartwork (1993)
- Hide — Hide Your Face (1994)
- Triptykon — Eparistera Daimones (2010)
- Triptykon — Melana Chasmata (2014)

Обложки альбомов Деборы Харри Koo Koo и Emerson, Lake & Palmer Brain Salad Surgery были включены журналом «Rolling Stone» в список ста выдающихся обложек века.
Работая с Ibanez, Гигер создал серию гитар H.R. Giger, в которую вошли модели SHRG1Z, RGTHRG1 и ICHRG2.

## Влияние
Творчество Гигера повлияло на дизайн уровней и персонажей во многих видеоиграх, в частности Ecco the Dolphin, Contra Hard Corps, Metroid, The Astyanax, Scorn и других, а также на развитие стиля татуировки, сделав его одним из самых узнаваемых направлений в современной тату-культуре.